# Drapering
Drapering, drapera (av senlatinets drappus) är en teknik för hur man formar tyg om kroppen.
Ursprunget kommer från antiken, innan man sydde samman plagg utan i stället svepte och veckade tyg om sig. Som skräddarteknik kom utvecklingen på 1600-talet, då man lärde sig att fixera vecken med sömmar. Inom haute couture är drapering det mest exklusiva sättet att forma och skära till plagg.